# Национални стадион Барбадоса
Национални стадион Барбадоса (енгл. Barbados National Stadium) је вишенаменски отворени стадион у Вотерфорду, граду Сент Мајкл, Барбадос. Заузимајући простор од 22 хектара, званично га је отворио принц Чарлс 23. октобра 1970. године. Смештен око 4,3 км североисточно од главног града Бриџтауна, налази се на аутопуту 2 у Стадиум Род, Кодрингтон, Ст. Мајкл. Стадион се тренутно користи углавном за фудбалске утакмице и дом је фудбалске репрезентације Барбадоса.
Трибине су назване по реномираним барбадошким спортистима: штанд Кларенса Џемота „А", трибина О'Донела „Дон" Норвил „Б", трибина ВИП, трибина Џејмса „Џима" Ведерберна „Ц", трибина Патриша „Патси" Трибина Календер „Д", а ту су и Велодром Рендолф Филдс и капија Кристи Смит, капија Реџинал Хајнс и капија Џакс на северној страни стадиона.
ФИФА је 2006. године, донела одлуку да је стадион неприкладан за намену, пошто се мало радило на побољшању или поправкама на њему откако је отворен 1970. године. Постојали су планови да се сруше постојеће трибине и поново изгради терен пре него што је Барбадос почео квалификациону кампању за Светско првенство 2010. Влада Барбадоса је 2011. године проценила трошкове реконструкције стазе за трчање на стадионима на 2 милиона долара. Међутим, није одређен датум када би се могла добити средства или када би радови могли да се изведу. Године 2010. стадион је почео да буде домаћин „Џозеф Пејн меморијал класика”, такмичарског догађаја међу барбадошким средњошколцима. Пет трибина Националног стадиона затворено је за јавност у априлу 2015. због зарђалих комада отпада који су пали са челичних носача који су држали кровове. Од децембра 2018. до јануара 2019. уклоњени су кровови на свих пет трибина и направљени су планови за рушење и обнову целог стадиона. Планира се да буде изграђен у потпуно нови стадион са новим побољшаним трибинама, паркиралиштима и новим ЛЕД стадионским светлима.